# Prostaglandin E
Prostaglandin E je familija prirodnih prostaglandina. Pojedina jedinjenja iz ove grupe se koriste kao lekovi.
Razlikuju se sledeći tipovi:
- Prostaglandin E1, ili alprostadil
- Prostaglandin E2, ili dinoproston

Prostaglandin E se formira dejstvom enzima prostaglandin E sintaza.

## Prostaglandin E2
Prostaglandin E2 se izlučuje u mikrovezikule iz endotela. On je direktni vazodilator i inhibira otpuštanje noradrenalina iz simpatičkih nervnih terminala. On je utiče na trombocite na način na koji PGI2 to čini.

## Spoljašnje veze
- Prostaglandins+E на 